# Burlingame, Kansas
Burlingame là một thành phố thuộc quận Osage, tiểu bang Kansas, Hoa Kỳ. Năm 2010, dân số của xã này là 934 người.

## Dân số
Dân số các năm:
- Năm 2000: 1017 người
- Năm 2010: 934 người